# Ctenomys frater
Espèce
Statut de conservation UICN

 LC  : Préoccupation mineure
Ctenomys frater est une espèce qui fait partie des rongeurs de la famille des Ctenomyidae. Comme les autres membres du genre Ctenomys, appelés localement des tuco-tucos, c'est un petit mammifère d'Amérique du Sud bâti pour creuser des terriers. Ce rongeur est endémique de Bolivie.
L'espèce a été décrite pour la première fois en 1902 par le zoologiste britannique Michael Rogers Oldfield Thomas (1858-1929).

## Liste des sous-espèces
Selon Mammal Species of the World (version 3, 2005)  (13 avril 2013) :
- sous-espèce Ctenomys frater frater
- sous-espèce Ctenomys frater mordosus